# Ів Майлз
Ів Майлз (англ. Eve Myles; нар. 26 липня 1978, Істрадгінлайс, Повіс) — валлійська акторка, відома за провідними ролям у телесеріалах «Belonging» і «Торчвуд».

## Біографія
Ів Майлз народилася 26 липня 1978 року в селі Істрадгінлайс в південно-східному Повісі, в Уельсі. Її батько — шотландець. Початкову освіту здобула в тій же школі, що і її колега Стів Мео — Ісгол-Майс-і-Деруен (валл. Ysgol Maes Y Dderwen), де вивчила лише основні валлійські фрази. Вона готувалася стати акторкою і продовжила свою освіту в Уельському королівському коледжі музики та драми в Кардіффі, закінчивши його в 2000 році і отримавши ступінь бакалавра мистецтв. Потім вона виїхала до Лондона. З тих пір вона поєднує кар'єру телевізійної і театральної акторки.

## Кар'єра
У 2001 році Ів взяла участь у фільмі «Score» та міні-серіалі «Tales from Pleasure Beach». У 2002 отримала головну роль Кері в уельській телевізійній драмі BBC — «Belonging». У 2003 отримала роль молодої Гвен в спін-офі серіалу «Мешканці Іст-Енду» — «Dot's Story». У 2003 Ів зіграла в Королівському Шекспірівському Театрі роль Лавінії в постановці п'єси «Тіт Андронік». У 2005 році вона бере участь у постановці «Генріх IV, частина 1» і 2 з Майклом Гембоном, що грав Фальстафа, в Національному театрі. Потім Ів отримала значну роль рішучої дівчини в серіалі BBC «Інструктор», а також знову з'явилася в короткометражному фільмі BBC «Colditz» в 2005. Остання роль привела її до участі в телесеріалі «Доктор Хто» в епізоді «Невгамовні мерці», де вона була помічена Расселом Т Девісом, який сказав про Ів, що вона «одна з найкраще збережених таємниць Уельсу». В результаті Девіс вписав історію Гвен в «Торчвуд» спеціально для Ів. Ця роль привела її додому в Уельс. У 2008 році Ів була задіяна в телевізійній екранізації твору Дікенса «Крихітка Дорріт».

## Нагороди
У 2002, 2003 і 2009 роках Ів номінувалася на звання «Найкраща акторка» за версією БАФТА Уельс (валл. BAFTA Cymru) за свою роль у драмі BBC «Belonging».
Майлз також регулярно посідає високі місця в щорічному списку 50 найсексуальніших жінок Уельсу за версією Вестерн мейл. 2005 року Ів зайняла сьоме місце, 2008 — п'яте, 2009 — сьоме, 2010 — восьме, 2011 — десяте.
У 2007 році вона номінувалася на звання «Найкраща акторка» за версією уельського відділення BAFTA за роль Гвен Купер в серіалі «Торчвуд», але премію за цю роль вона отримала тільки на церемонії 2008 року.

## Фільмографія

### Телесеріали
| Рік       | Назва                          | Роль                       | Примітки                                        |
| --------- | ------------------------------ | -------------------------- | ----------------------------------------------- |
| 2000-2008 | Belonging                      | Кері Оуен (уроджена Льюїс) | 9 сезонів; 85 епізодів                          |
| 2001      | Score                          | Паула                      |                                                 |
| 2001      | Tales from Pleasure Beach      | Енджі                      |                                                 |
| 2003      | Мешканці Іст-Енду: Dot's Story | Молода Гвен                |                                                 |
| 2005      | Доктор Хто                     | Гвінет                     | епізод «Невгамовні мерці»                       |
| 2005      | Втеча із замку Колдіц          | Джилл                      |                                                 |
| 2006      | These Foolish Things           | Долі Найтінгел             |                                                 |
| 2006      | Soundproof                     | Сара МакГован              |                                                 |
| 2006-2008 | Torchwood Declassified         | Ів Майлз                   |                                                 |
| 2006-2011 | Торчвуд                        | Гвен Купер                 | головна роль; 4 сезони                          |
| 2008      | Доктор Хто                     | Гвен Купер                 | 2 епізоди: «Вкрадена Земля», «Кінець мандрівки» |
| 2008      | Крихітка Дорріт                | Меггі Плорніш              |                                                 |
| 2008      | Мерлін                         | Мері Коллінс               | епізод «Поклик Дракона»                         |
| 2015      | Бродчерч                       | Клер Ріплі                 | сезон 2                                         |
| 2016      | Вікторія                       | місіс Дженкінс             | сезон 1                                         |
| 2017      | Натуральні упирі               | Ванесса                    |                                                 |
| 2023      | Перехоплений рейс              | Еліс Сінклер               |                                                 |

### Відеоігри
| Рік  | Назва         | Роль   | Примітки    | Дж.    |
| ---- | ------------- | ------ | ----------- | ------ |
| 2011 | Dragon Age II | Мерріл | озвучування | [ 14 ] |